# Myrmecaelurus virgulatus
Myrmecaelurus virgulatus är en insektsart som först beskrevs av Muhammad Iqbal och Yousuf 1991.  Myrmecaelurus virgulatus ingår i släktet Myrmecaelurus och familjen myrlejonsländor. Inga underarter finns listade i Catalogue of Life.